# Sigismund II van Anhalt
Sigismund of Siegmund II (? - 1450) was vorst van Anhalt. Hij was een zoon van Sigismund I van Anhalt en Jutta van Querfurt. Na de dood van zijn vader in 1405 werd hij vorst van Anhalt, en regeerde samen met zijn broers George I, Waldemar IV en Albrecht VI. Sigismund huwde met Mathilde, dochter van Bernhard VI van Anhalt, maar overleed kinderloos.